# Kreis Oelsnitz
Der Kreis Oelsnitz war ein Landkreis im Bezirk Karl-Marx-Stadt der DDR. Von 1990 bis 1995 bestand er als Landkreis Oelsnitz im Freistaat Sachsen fort. Sein Gebiet liegt heute im Vogtlandkreis in Sachsen. Der Sitz der Kreisverwaltung befand sich in Oelsnitz.

## Geographie

### Lage
Der Kreis Oelsnitz lag im Vogtland südlich von Plauen an der Grenze zu Bayern und zur Tschechoslowakei. Das Kreisgebiet wurde von der Weißen Elster durchflossen.

### Nachbarkreise
Der Kreis Oelsnitz grenzte im Uhrzeigersinn im Westen beginnend an die (Land-)Kreise Rehau (bis 1972), Hof, Plauen-Land, Stadtkreis Plauen, Auerbach und Klingenthal. Im Süden grenzte er an die Tschechoslowakei.

## Geschichte
Bereits 1874 war im Königreich Sachsen die Amtshauptmannschaft Oelsnitz eingerichtet worden, die 1939 in Landkreis Oelsnitz umbenannt wurde. Der Landkreis Oelsnitz gehörte nach 1945 zum Land Sachsen und somit seit 1949 zur DDR.
Am 25. Juli 1952 kam es in der DDR zu einer umfassenden Verwaltungsreform, bei der unter anderem die Länder ihre Bedeutung verloren und neue Bezirke gegründet wurden. Acht Gemeinden des alten Landkreises Oelsnitz kamen zum neuen Kreis Klingenthal, während aus dem verbliebenen Teil des Landkreises der neue Kreis Oelsnitz entstand. Beide Kreise wurden dem neugebildeten Bezirk Karl-Marx-Stadt zugeordnet. Der Kreissitz war in der Stadt Oelsnitz. Am 4. Dezember 1952 wurde die neue Kreiseinteilung nachträglich korrigiert und die Gemeinde Landwüst wechselte aus dem Kreis Oelsnitz in den Kreis Klingenthal.
Die folgenden 56 Gemeinden bildeten nun den Kreis Oelsnitz, der bis 1994 Bestand hatte:
| - Adorf/Vogtl., Stadt - Altmannsgrün - Arnoldsgrün - Bad Elster, Stadt - Bergen - Blosenberg - Bobenneukirchen - Bösenbrunn - Brambach, Radiumbad - Burkhardtsgrün - Dröda - Droßdorf - Ebersbach - Ebmath | - Eichigt - Engelhardtsgrün - Gassenreuth - Gettengrün - Hartmannsgrün - Heinersgrün - Hermsgrün - Hohendorf - Hundsgrün - Leubetha - Lottengrün - Magwitz - Marieney - Mühlhausen | - Oberbrambach - Oberhermsgrün - Obermarxgrün - Oberwürschnitz - Oelsnitz/Vogtl., Stadt - Ottengrün - Planschwitz - Posseck - Ramoldsreuth - Raun - Rebersreuth - Rohrbach - Saalig - Sachsgrün | - Schloditz - Schönberg - Schönbrunn - Sohl - Taltitz - Tiefenbrunn - Tirpersdorf - Tirschendorf - Triebel/Vogtl. - Unterwürschnitz - Wiedersberg - Wohlbach - Zaulsdorf - Zettlarsgrün |

In der Folgezeit verringerte sich die Zahl der Gemeinden durch Eingemeindungen und Umgliederungen in Nachbarkreise:
- 1. Januar 1957 – Eingemeindung von Gassenreuth in Sachsgrün
- 1. Januar 1957 – Eingemeindung von Hartmannsgrün in die Stadt Oelsnitz
- 1. Mai 1968 – Eingemeindung von Blosenberg in Wiedersberg
- 1. September 1968 – Eingemeindung von Ramoldsreuth in Großzöbern im Kreis Plauen-Land
- 1. Januar 1972 – Eingemeindung von Oberbrambach und Rohrbach in Bad Brambach
- 1. September 1972 – Eingemeindung von Bergen, Ebersbach und Hundsgrün in Eichigt
- 1. Januar 1973 – Eingemeindung von Burkhardtsgrün, Engelhardtsgrün und Zettlarsgrün in Bobenneukirchen
- 1. Januar 1973 – Eingemeindung von Magwitz in Planschwitz
- 1. Januar 1973 – Eingemeindung von Zettlarsgrün in Bobenneukirchen
- 1. April 1973 – Eingemeindung von Saalig in Marieney
- 1. Juli 1973 – Eingemeindung von Altmannsgrün, Obermarxgrün und Schloditz in Droßdorf
- 1. Juli 1973 – Eingemeindung von Oberwürschnitz in Unterwürschnitz
- 1. Juli 1973 – Eingemeindung von Schloditz in Droßdorf
- 1. Januar 1974 – Eingemeindung von Hohendorf in Bad Brambach
- 1. April 1974 – Zusammenschluss von Hermsgrün und Wohlbach zu Hermsgrün-Wohlbach
- 1. April 1974 – Eingemeindung von Zaulsdorf in Tirschendorf
- 1. April 1993 – Eingemeindung von Posseck und Sachsgrün in Triebel/Vogtl.
- 1. Januar 1994 – Eingemeindung von Droßdorf und Lottengrün in Tirpersdorf
- 1. Januar 1994 – Eingemeindung von Gettengrün in die Stadt Adorf
- 1. Januar 1994 – Eingemeindung von Mühlhausen und Sohl in Stadt Bad Elster
- 1. Januar 1994 – Eingemeindung von Raun in Bad Brambach
- 1. Januar 1994 – Eingemeindung von Oberhermsgrün und Taltitz in die Stadt Oelsnitz
- 1. Januar 1994 – Eingemeindung von Ebmath und Tiefenbrunn in Eichigt
- 1. Januar 1994 – Zusammenschluss von Heinersgrün mit Geilsdorf, Großzöbern, Gutenfürst, Kemnitz, Krebes und Schwand zu Burgstein im Landkreis Plauen
- 1. Januar 1994 – Zusammenschluss von Hermsgrün-Wohlbach, Marieney, Tirschendorf und Unterwürschnitz zu Mühlental
- 1. Januar 1994 – Eingemeindung von Wiedersberg in Triebel/Vogtl.
- 1. März 1994 – Eingemeindung von Bobenneukirchen, Schönbrunn und Ottengrün in Bösenbrunn
- 1. März 1994 – Eingemeindung von Planschwitz in die Stadt Oelsnitz
- 1. März 1994 – Eingemeindung von Rebersreuth in die Stadt Adorf
- 1. März 1994 – Eingemeindung von Schönberg in Bad Brambach.

Am 17. Mai 1990 wurde der Kreis in Landkreis Oelsnitz umbenannt. Anlässlich der Wiedervereinigung der beiden deutschen Staaten wurde der Landkreis im Oktober 1990 dem wiedergegründeten Land Sachsen zugesprochen. Bei der ersten sächsischen Kreisreform ging er am 1. Januar 1996 im neuen Vogtlandkreis auf.

### Einwohnerentwicklung
| Jahr      | 1960   | 1971   | 1981   | 1989   |
| Einwohner | 47.144 | 43.893 | 39.510 | 37.396 |

## Wirtschaft
Bedeutende Betriebe waren unter anderen:
- VEB Halbmondteppich Oelsnitz
- VEB Brambacher Sprudel

## Verkehr
Durch die Autobahn Plauen–Karl-Marx-Stadt war der Kreis an das Autobahnnetz der DDR angeschlossen. Dem überregionalen Straßenverkehr dienten außerdem die F 92 von Gera über Plauen und Oelsnitz nach Bad Brambach sowie die F 283 von Adorf über Klingenthal nach Aue.
Das Kreisgebiet wurde von den Eisenbahnstrecken Plauen–Oelsnitz–Adorf–Bad Brambach und Chemnitz–Aue–Adorf erschlossen.

## Bevölkerungsdaten
Bevölkerungsübersicht aller 35 Gemeinden des Kreises Oelsnitz, die 1990 in das wiedergegründete Bundesland Sachsen kamen.
| AGS      | Gemeinde               | Einwohner | Einwohner  | Fläche     |
| AGS      | Gemeinde               | 3.10.1990 | 31.12.1990 | 31.12.1990 |
| 14042010 | Adorf/Vogtl., Stadt    | 6 799     | 6 742      | 3 229      |
| 14042030 | Arnoldsgrün            | 305       | 303        | 1 011      |
| 14042040 | Bad Brambach           | 2 042     | 2 034      | 2 426      |
| 14042070 | Bobenneukirchen        | 509       | 509        | 1839       |
| 14042080 | Bösenbrunn             | 257       | 256        | 558        |
| 14042100 | Dröda                  | 243       | 243        | 357        |
| 14042110 | Droßdorf               | 390       | 388        | 843        |
| 14042130 | Ebmath                 | 136       | 141        | 509        |
| 14042140 | Eichigt                | 1 056     | 1 053      | 2 173      |
| 14042150 | Bad Elster, Stadt      | 3 749     | 3 748      | 1 186      |
| 14042170 | Gettengrün             | 172       | 174        | 303        |
| 14042180 | Heinersgrün            | 155       | 156        | 563        |
| 14042190 | Hermsgrün-Wohlbach     | 319       | 307        | 730        |
| 14042220 | Leubetha               | 193       | 194        | 321        |
| 14042230 | Lottengrün             | 164       | 166        | 308        |
| 14042250 | Marieney               | 462       | 471        | 1 306      |
| 14042260 | Mühlhausen             | 296       | 299        | 511        |
| 14042280 | Oberhermsgrün          | 222       | 223        | 632        |
| 14042310 | Oelsnitz/Vogtl., Stadt | 13 124    | 12 920     | 3 093      |
| 14042320 | Ottengrün              | 84        | 84         | 401        |
| 14042330 | Planschwitz            | 370       | 378        | 768        |
| 14042340 | Posseck                | 363       | 360        | 1 006      |
| 14042360 | Raun                   | 291       | 291        | 985        |
| 14042370 | Rebersreuth            | 125       | 123        | 426        |
| 14042400 | Sachsgrün              | 183       | 179        | 732        |
| 14042420 | Schönberg              | 258       | 252        | 972        |
| 14042430 | Schönbrunn             | 374       | 373        | 627        |
| 14042440 | Sohl                   | 656       | 647        | 275        |
| 14042450 | Taltitz                | 474       | 476        | 853        |
| 14042460 | Tiefenbrunn            | 262       | 263        | 583        |
| 14042470 | Tirpersdorf            | 966       | 967        | 809        |
| 14042480 | Tirschendorf           | 402       | 398        | 1 129      |
| 14042490 | Triebel/Vogtl.         | 873       | 877        | 1 810      |
| 14042500 | Unterwürschnitz        | 313       | 313        | 790        |
| 14042510 | Wiedersberg            | 125       | 124        | 759        |
| 14042000 | Landkreis Oelsnitz     | 36 712    | 36 432     | 34 825     |

## Kfz-Kennzeichen
Den Kraftfahrzeugen (mit Ausnahme der Motorräder) und Anhängern wurden von etwa 1974 bis Ende 1990 dreibuchstabige Unterscheidungszeichen, die mit dem Buchstabenpaar TP begannen, zugewiesen. Die letzte für Motorräder genutzte Kennzeichenserie war XV 30-01 bis XV 65-00.
Anfang 1991 erhielten die Landkreise Oelsnitz und Klingenthal das Unterscheidungszeichen OVL, das für Obervogtland steht. Der Landkreis Oelsnitz erhielt dabei die Kombinationen mit zwei Buchstaben und drei Ziffern. Das OVL wurde bis zum 31. März 1996 ausgegeben. Seit dem 9. November 2012 ist es im Vogtlandkreis erhältlich.